# Підгір'я (Ковельський район)
Підгі́р'я — село в Україні, у Забродівській сільській громаді Ковельського району Волинської області. Населення становить 400 осіб.

## Географія
Село розташоване на правому березі річки Прип'ять.
На північ від села знаходиться гідрологічний заказник «Щедрогірський».

## Історія
19 липня 2020 року, в результаті адміністративно-територіальної реформи та ліквідації Ратнівського району, село увійшло до новоутвореного Ковельського району.

## Населення
Згідно з переписом УРСР 1989 року чисельність наявного населення села становила 509 осіб, з яких 239 чоловіків та 270 жінок.
За переписом населення України 2001 року в селі мешкало 480 осіб.

### Мова
Розподіл населення за рідною мовою за даними перепису 2001 року:
| Мова       | Відсоток |
| ---------- | -------- |
| українська | 99,79 %  |
| російська  | 0,21 %   |

## Уродженці
- Мельник Олександр Валерійович ( 1997—2023) — молодший лейтенант Збройних сил України, командир взводу 82-ї окремої десантно-штурмової бригади, учасник російсько-української війни. Лицар ордена Богдана Хмельницького III ступеня.

## Галерея

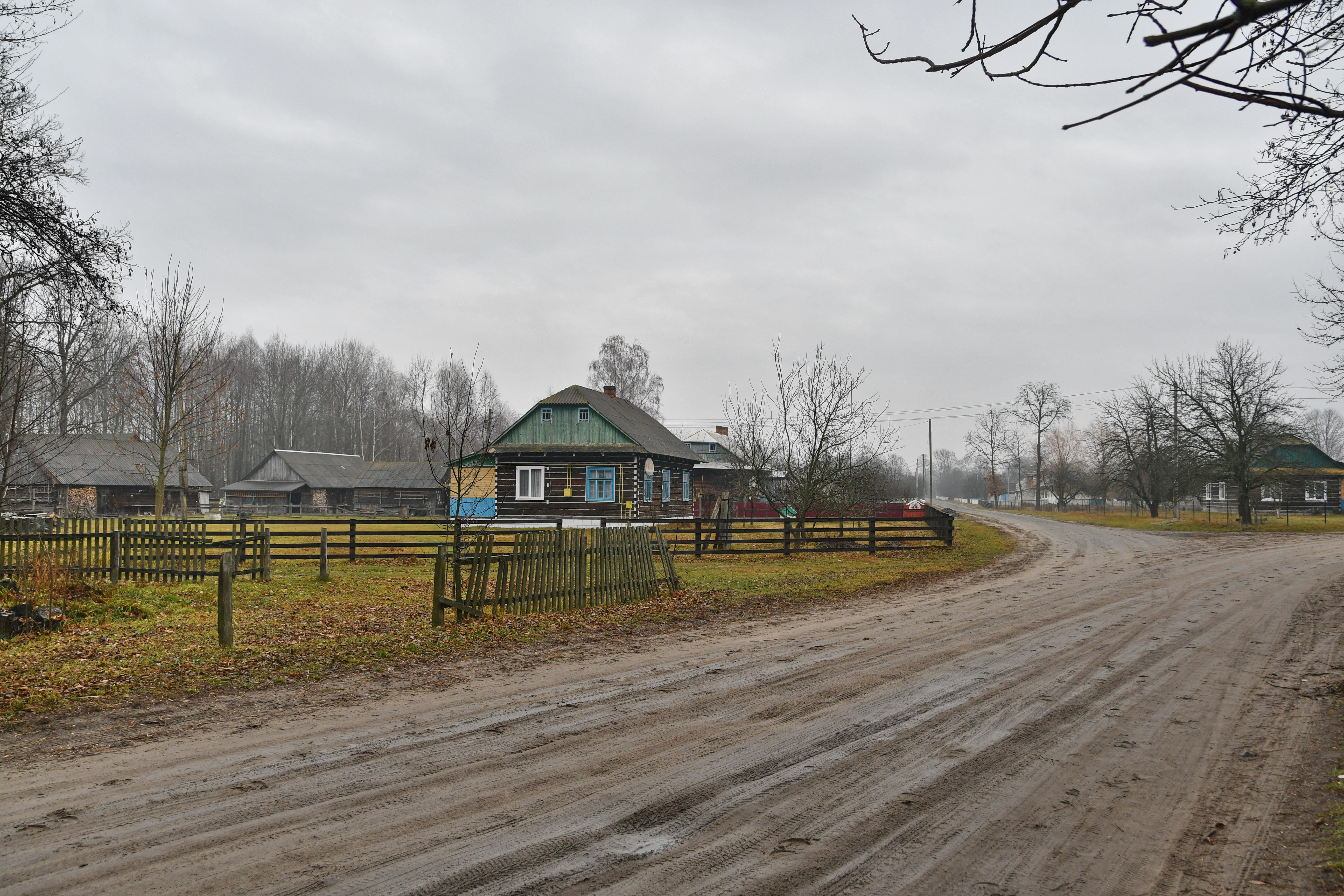
Початок вул. Молодіжна
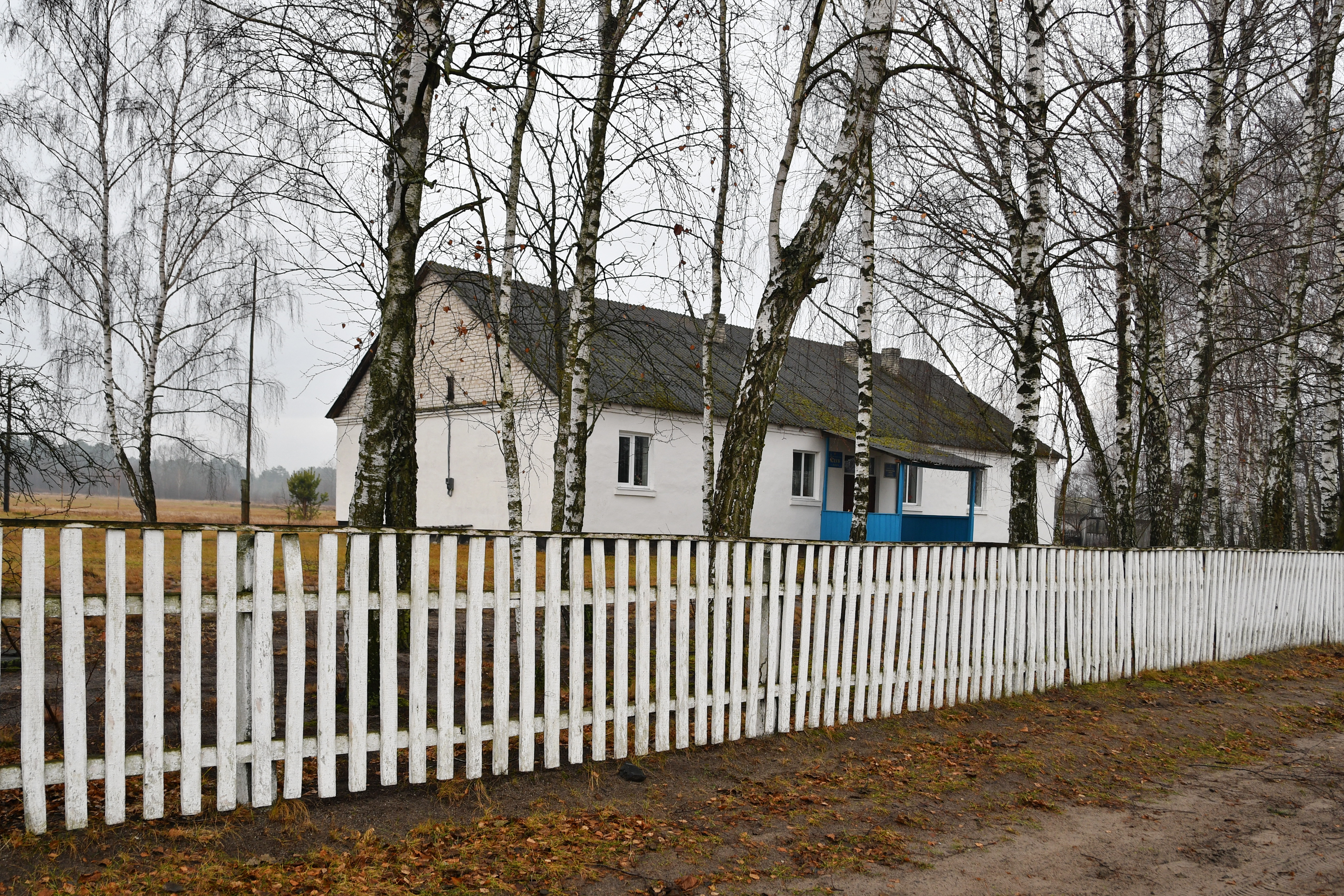
Клуб
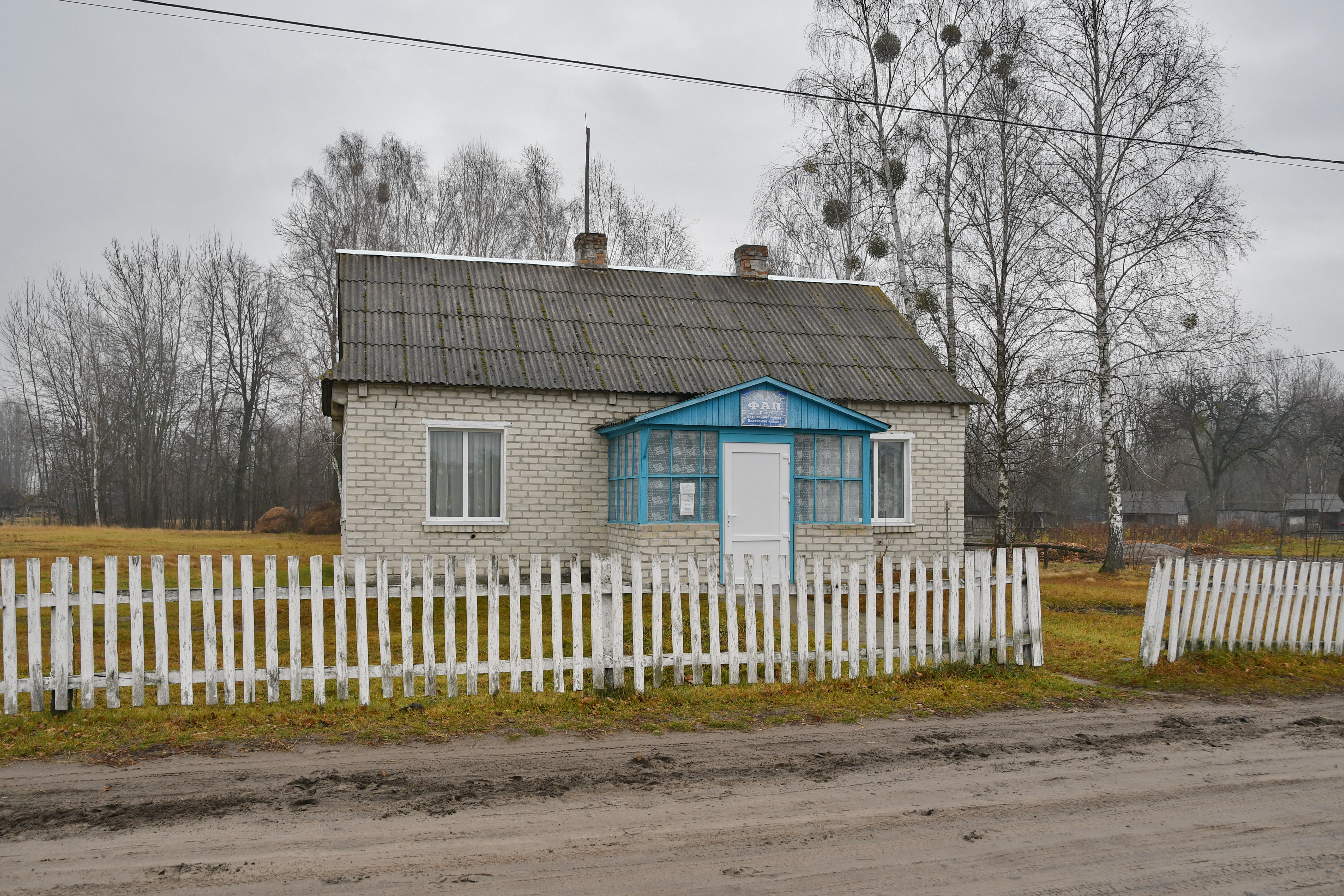
Фельдшерсько-акушерський пункт
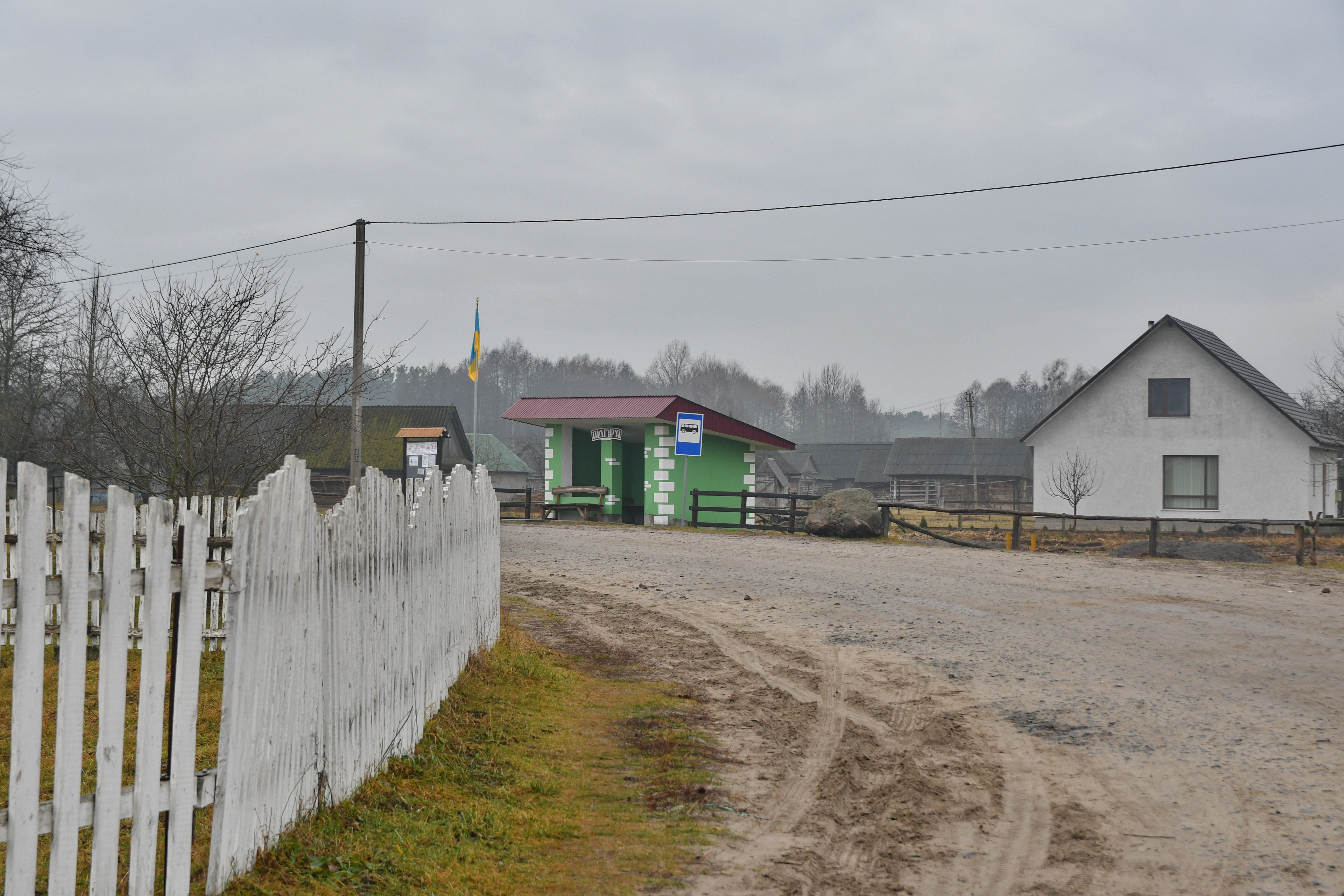
Автобусна зупинка